# Бисерно острво
Бисерно острво се налази код Бечеја у Србији и простире се на око 980 ха земљишта.
Половином осамнаестог века предузети су обимни мелиорациони радови, утврђивање обала и решавање тока реке. Тако је највећа окука Тисе просецањем новог корита у дужини од осам километара код Новог Бечеја доведена тик до варошких кућа. Тиса је измештена из старог корита дугог 23 километра. Настала је тако мртваја, касније плодна земља, коју ће народ баш због тога назвати Бисерно острво. Ово подручје је у почетку било и богато ловиште у које су долазили ловци из разних крајева, па и из Мађарске.
На овом локалитету се налази дворац Гедеона Рохонција.
Дворац на Бисерном острву је градио барон Гедеон Рахонци крајем 19. века. Представља непокретно културно добро као споменик културе. Налази се код Новог Бечеја у природном окружењу рукавца, тзв. мртве Тисе, погодне за гајење винове лозе. Са овог места потиче најквалитетније вино, Крокан (Мускат Крокан). Оно што се зна са сигурношћу јесте да је гроф Рохонци ову чудесну лозу засадио на многим локацијама у Европи, али је она једино опстала на Бисерном острву код Новог Бечеја. Ова лоза је јединствена у свету тј. аутохтона је.
Парк природе Стара Тиса захвата површину од 391 хектара од чега је 6% у режиму заштите II (другог) а остало припада III (трећем) степену заштите. Под заштитом је Републике Србије као значајно природно добро III категорије. Док је по МУЗП класификацији у V категорији за заштиту природе. Меандар Тисе је најдужи у Војводини и износи 24,5 км.
Најзначајнија вредност Парка природе је бели локвањ који је на листи природних реткости Србије. Најзаступљенија је група водених биљака које су по неким ауторима реликтног обележја у овом делу Европе, као што је кроцањ, водено сочива, водени гриз и жабљак. За очување биодиверзитета подручја значајни су зука и жабљак који су према степену угрожености IUCN одређени као критички угрожене врсте и налазе се на прелиминарној Црвеној листи флоре Србије.